# Gordon Wood (rugby à XV)
Pour les articles homonymes, voir Wood.
Pas d'image ? Cliquez ici

a Compétitions nationales et continentales officielles uniquement.

b Matchs officiels uniquement.
Dernière mise à jour le 27 novembre 2013.
Benjamin Gordon Malison Wood, né le 20 juin 1931 à Limerick et mort le 18 mai 1982 dans la même ville, est un joueur irlandais de rugby à XV évoluant au poste de pilier.

## Biographie
Gordon Wood évolue avec l'Équipe d'Irlande de rugby à XV à 29 reprises entre 1954 et 1961. Il débute en équipe nationale le 13 février 1954 pour une défaite 14 à 3 subie face à l'Angleterre à Twickenham. Il inscrit sa seule réalisation, un essai, le 27 février 1960 pour une défaite 6 à 5 contre l'Écosse à Lansdowne Road. Gordon Wood fait sa dernière apparition avec l'Irlande le 13 mai 1961 contre l'Afrique du Sud s'inclinant à nouveau 24 à 8,.
Père d'un international irlandais, Keith Wood (58 sélections), il participe également à la tournée des Lions en 1959 en Nouvelle-Zélande : il a ainsi deux sélections avec les Lions. Avec Tony O'Reilly, Andy Mulligan, Ronnie Dawson, Syd Millar et Noel Murphy, Wood fait partie du fort contingent irlandais appelé dans le groupe des Lions pour cette tournée 1959 en Nouvelle-Zélande. Wood participe à 15 des 33 rencontres, dont deux test-matchs contre les All Blacks,,.

## Statistiques

### En équipe d'Irlande
- 29 sélections en équipe nationale
- 3 points (1 essai)
- sélections par année : 2 en 1954, 4 en 1956, 4 en 1957, 5 en 1958, 6 en 1959, 5 en 1960, 5 en 1961

### Avec les Lions britanniques
- 2 sélections avec les Lions britanniques
- Sélections par année : 2 en 1959 (Nouvelle-Zélande)